# لا ضغينة
لا ضغينة (بالإنجليزية: No Hard Feelings)‏ هو فيلم قصة بلوغ كوميديا جنسية أمريكي لعام 2023 من إخراج جين ستوبنيتسكي وبطولة جينيفر لورنس، أندرو بارث فيلدمان، ماثيو برودريك، لورا بينانتي ونتالي موراليس.

## قصة الفيلم
تصبح مادي على وشك فقدان المنزل الذي تربت داخل جدرانه، فتقرر المشاركة في خطة لمساعدة عائلة ثرية ومواعدة ابنهم الانطوائي بيرسي والبالغ من العمر 19 عامًا، ولكن سرعان ما تكتشف مادي أن مهمتها ليست سهلة

## وصلات خارجية
- لا ضغينة على موقع IMDb (الإنجليزية)
- لا ضغينة على موقع ميتاكريتيك (الإنجليزية)
- لا ضغينة على موقع روتن توميتوز (الإنجليزية)
- لا ضغينة على موقع ألو سيني (الفرنسية)
- لا ضغينة على موقع فيلمافينيتي (الإسبانية)
- لا ضغينة على موقع قاعدة بيانات الأفلام السويدية (السويدية)
- لا ضغينة على موقع قاعدة بيانات الفيلم (الإنجليزية)
- لا ضغينة على موقع ليتربوكسد (الإنجليزية)
- لا ضغينة على موقع كينوبويسك (الروسية)